# Amusurgus speculifer
Amusurgus speculifer är en insektsart som beskrevs av Lucien Chopard 1936. Amusurgus speculifer ingår i släktet Amusurgus och familjen syrsor. Inga underarter finns listade i Catalogue of Life.